# دون ديورانت
دون دورانت (من مواليد دونالد أليسون دوراي ؛ 20 نوفمبر 1932 - 15 مارس 2005) ممثل ومغني أمريكي، اشتهر بدوره كصاحب سلاح مسلح تحول إلى شريف في سلسلة سي بي إس ويسترن جوني رينغو، التي استمرت من 01 أكتوبر 1959 إلى 30 يونيو 1960.

## وصلات خارجية
- دون ديورانت على موقع IMDb (الإنجليزية)
- دون ديورانت على موقع ألو سيني (الفرنسية)
- دون ديورانت على موقع أول موفي (الإنجليزية)
- دون ديورانت على موقع قاعدة بيانات الفيلم (الإنجليزية)
- دون ديورانت على موقع كينوبويسك (الروسية)